# Окленд Тауншип (округ Сасквеганна, Пенсільванія)
Окленд Тауншип (англ. Oakland Township) — селище (англ. township) в США, в окрузі Сасквегенна штату Пенсільванія. Населення — 488 осіб (2020).

## Демографія
Згідно з переписом 2010 року, у селищі мешкали 564 особи в 232 домогосподарствах у складі 161 родини. Було 285 помешкань
Расовий склад населення:
| - 96,3 % — білих - 1,2 % — азіатів - 0,5 % — корінних американців - 0,5 % — чорних або афроамериканців - 0,2 % — вихідців з тихоокеанських островів |

До двох чи більше рас належало 1,2 %. Частка іспаномовних становила 1,2 % від усіх жителів.
За віковим діапазоном населення розподілялося таким чином: 20,0 % — особи молодші 18 років, 60,9 % — особи у віці 18—64 років, 19,1 % — особи у віці 65 років та старші. Медіана віку мешканця становила 47,2 року. На 100 осіб жіночої статі у селищі припадало 105,8 чоловіків;  на 100 жінок у віці від 18 років та старших — 100,4 чоловіків також старших 18 років.
Середній дохід на одне домашнє господарство  становив 64 029 доларів США (медіана — 43 958), а середній дохід на одну сім'ю — 72 874 долари (медіана — 62 321). Медіана доходів становила 49 250 доларів для чоловіків та 55 000 доларів для жінок. За межею бідності перебувало 15,0 % осіб, у тому числі 17,6 % дітей у віці до 18 років та 6,0 % осіб у віці 65 років та старших.
Цивільне працевлаштоване населення становило 254 особи. Основні галузі зайнятості: роздрібна торгівля — 21,3 %, освіта, охорона здоров'я та соціальна допомога — 20,9 %, виробництво — 13,4 %, науковці, спеціалісти, менеджери — 7,9 %.